# Polyorycta adulans
Polyorycta adulans là một loài bướm đêm trong họ Noctuidae.